# Clementine Abel
Clementine Abel, "alias" Clelie Betemann, de soltera Clementine Hofmeister (Leipzig, 15 de enero de 1826-ibidem, 30 de noviembre de 1905) fue una escritora alemana.
Estuvo casada con el librero Ambrosius Abel. Escribió poemas y cuentos principalmente para jóvenes. También trabajó como articulista para varios periódicos.

## Obra
- Meine Sonntage. Rückblicke und Erinnerungen (1882)
- An der Mutter Hand (1883)
- Sprüche, Strophen und Stimmungsbilder. Lyrisches und Didaktisches (1889)